# Liste der Naturdenkmale in Espenau
Die Liste der Naturdenkmale in Espenau nennt die auf dem Gebiet der Gemeinde Espenau im Landkreis Kassel in Hessen gelegenen Naturdenkmale. Dies sind gegenwärtig 2 Eichen bei Hohenkirchen.

## Bäume
| Bild                          | Bezeichnung | Ortsteil, Lage                               | Beschreibung | Art           | Nr.      |
| ----------------------------- | ----------- | -------------------------------------------- | --- | ------------- | -------- |
| mehr Fotos \| Fotos hochladen | 1 Eiche     | Hohenkirchen 51° 23′ 4,2″ N, 9° 29′ 36,5″ O  | Stieleiche ca. 1,5 km südöstlich von Hohenkirchen. Der Baum steht am Rande einer Wiese beim „Großen Lohbach“. Stammumfang: 3,25 m (2005: 2,95 m) Höhe: 20 m Pflanzjahr: ca. 1915 OSM-Link zur Kartendarstellung: Eiche am Lohbach | Quercus robur | 6.33.181 |
| mehr Fotos \| Fotos hochladen | 1 Eiche     | Hohenkirchen 51° 23′ 49,1″ N, 9° 29′ 52,4″ O | Stieleiche ca. 1,0 km östlich von Hohenkirchen. Standort ist eine Weide in den „Altenfelder Wiesen“. Der beeindruckende Baum hat vor wenigen Jahren (nach 2012) einen seiner beiden Hauptäste verloren, die Krone ist daher nur noch zur Hälfte erhalten. In direkter Nachbarschaft der Eiche, etwa 100 m nördlich, steht eine gewaltige alte Linde. Stammumfang: 5,80 m (2005: 5,40 m) Höhe: 22 m Pflanzjahr: ca. 1855 OSM-Link zur Kartendarstellung: Eiche bei den Altenfelder Wiesen | Quercus robur | 6.33.182 |

## Belege
1. ↑  Nach dem amtlichen Kataster der Unteren Naturschutzbehörde des Landkreises Kassel und vor Ort Recherche im Februar 2017.
2. ↑  Messung 2017-02-19 in h=1,30 m
3. 1 2  Angaben zu Stammumfang 2005, Höhe und Pflanzjahr nach Rüdiger Germeroth, Horst Koenies, Reiner Kunz: Natürliches Kulturgut - Vergangenheit und Zukunft der Naturdenkmale im Landkreis Kassel, Herausgeber: Kreisausschuss des Landkreises Kassel, Untere Naturschutzbehörde, Wolfhagen, 2005, Anhang "Bäume" S. 186 ff. Das Pflanzjahr wurde über das dort geschätzte Alter und das Erscheinungsjahr (2005) der Publikation zurückgerechnet.
4. ↑  Messung 2017-02-19 in h=1,30 m

- Karte mit allen Koordinaten:
- OSM |
- WikiMap